# Мбала (Замбия)
Мба́ла (англ. Mbala) — город в Замбии, расположенный в Северной провинции, в одноимённом округе. Население — 24 010 чел. (по переписи 2010 года). Занимает стратегическое положение вблизи границы с Танзанией. Посредством Мбалы контролируются южные подступы к озеру Танганьика, так как через город проходит единственная дорога с твёрдым покрытием, связывающая крупный замбийский озёрный порт Мпулунгу с остальной частью страны. Под названием А́беркорн Мбала была ключевым форпостом в британском колониальном контроле над южной частью Центральной Африки.